# Adolf Ficker
Adolf Ficker, född 13 juni 1816 i Olmütz, död 12 mars 1880 i Wien, var en österrikisk statistiker.
Ficker verkade 1840-53 som gymnasielärare i Laibach (Ljubljana), blev sistnämnda år utnämnd till sekreterare vid den i Wien befintliga byrån för administrativ statistik, för vilken han blev direktör 1864. Ett ännu större fält för hans verksamhet öppnades genom inrättandet av den statistiska centralkommissionen (1863), till vars president han utnämndes 1873. Vid de statistiska kongresserna i Berlin (1863), Haag (1869), Sankt Petersburg (1872) och Budapest (1876) liksom vid den permanenta kommissionens sammanträde i Stockholm (1874) var han Österrikes representant. 
Ficker utvecklade åtskilliga grenar av Österrikes statistik betydligt, till exempel vad gäller skolväsendet, och han var även en framstående etnografisk författare. Förutom en mängd uppsatser i åtskilliga tidskrifter skrev han Darstellung der Landwirthschaft und Montanindustrie der Bukowina (1854), Die Bevölkerung der österreichischen Monarchie in ihren wichtigsten Momenten statistisch dargestellt (1860), Die Völkerstämme der österreichisch-ungarischen Monarchie (1869) och Geschichte, Organisierung und Statistik des österreichischen Unterrichtswesens (1873). Åren 1870-72 utgav han "Jahresberichte des Unterrichtsministeriums".